# Констанция Австрийская (маркграфиня Мейсена)
Констанция Австрийская (нем. Konstanze von Österreich; 6 мая 1212 — до 5 июня 1243) — член дома Бабенбергов, в браке с Генрихом III Светлейшим маркграфиня Мейсена с 1234 года до своей смерти.

## Жизнь

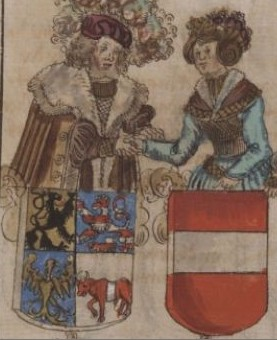
Генрих III Благословенный и Констанция Австрийская

Констанция была младшей дочерью герцога Леопольда VI Австрийского и его жены, византийской принцессы Феодоры Ангелины. В 1225 году её старшая сестра Маргарита вышла замуж за 14-летнего Генриха VII, избранного королём Германии, старшего сына императора Фридриха II. После смерти отца в 1230 году австрийские и штирийские герцогства Бабенбергов перешли к её брату Фридриху II Воителю.
1 мая 1234 года Констанция вышла замуж за Генриха III Светлейшего из дома Веттинов. Свадьба состоялась на открытом поле недалеко от Вены, а не в недавно построенной резиденции Бабенбергов в Хофбурге. Считается, что строительство замка не было завершено или, возможно, он был слишком маленьким.
На свадьбе присутствовали король Чехии Вацлав I и венгерский принц Бела, архиепископ Зальцбургский, а также епископы Пассау, Бамберга, Фрайзинга и Зеккау. Среди гостей были маркграф Моравии Пршемысл, герцог Саксонии Альбрехт, герцог Каринтии Бернард и ландграф Тюрингии. Такой внушительный список гостей демонстрирует важность Бабенбергов для Священной Римской империи.
Констанция завещала частицу Животворящего Креста дрезденскому приходу, в котором находилась часовня, которая позже стала известна как Кройцкирхе. Её муж, унаследовавший Мейсенскую и Лужицкую марки от своего отца, покойного маркграфа Дитриха I, участвовал в прусском крестовом походе Тевтонского ордена вскоре после их свадьбы. В 1239 году он вступил в Тельтовскую и Магдебургскую войны с маркграфами Бранденбурга из дома Асканиев. Он оставался верным сторонником императора Фридриха II, который обручил свою дочь Маргариту Сицилийскую с первенцем Генриха и Констанции, Альбрехтом.
После смерти Констанции в 1243 году маркграф Генрих во второй раз женился на Агнессе Богемской, дочери короля Вацлава I. Когда брат Констанции, герцог Фридрих, был убит в битве на реке Лейте в 1246 года, он принял на себя правление австрийским герцогством; тем не менее, территория была захвачена императором Фридрихом II.

## Дети
У Генриха и Констанции было двое сыновей:
- Альбрехт II Негодный (1240 — 20 ноября 1314), пфальцграф Саксонии 1265—1281, ландграф Тюрингии 1265—1307, маркграф Майссена 1288—1292
- Дитрих II (1242 — 8 февраля 1285), маркграф Ландсберга с 1265